# Belá nad Cirochou
Belá nad Cirochou és un poble i municipi d'Eslovàquia. Es troba a la regió de Prešov, al nord del país.

## Història
La primera referència escrita de la vila data del 1451.

## Demografia
| Godina             | 1994 | 2004   | 2014   | 2024   |
| ------------------ | ---- | ------ | ------ | ------ |
| Nombre de persones | 3165 | 3318   | 3348   | 3279   |
| Diferència         |      | +4,83% | +0,90% | −2,06% |

| Godina             | 2023 | 2024   |
| ------------------ | ---- | ------ |
| Nombre de persones | 3303 | 3279   |
| Diferència         |      | −0,72% |